# P70-S6 quinase 1
A proteína quinase S6 ribossômica beta-1 (S6K1), também conhecida como p70S6 quinase (p70S6K, p70-S6K), é uma enzima (especificamente, uma proteína quinase) que, em humanos, é codificada pelo gene RPS6KB1. É uma serina/treonina quinase que atua a jusante da PIP3 e da quinase-1 dependente de fosfoinositídeo na via da PI3 quinase. Como o nome sugere, seu substrato alvo é a proteína ribossômica S6. A fosforilação da S6 induz a síntese de proteínas no ribossomo.
A fosforilação da p70S6K na treonina 389 foi usada como marca registrada da ativação por mTOR e correlacionada com a inibição da autofagia em várias situações. Entretanto, vários estudos recentes sugerem que a atividade da p70S6K desempenha um papel mais positivo no aumento da autofagia.

## Função
Esse gene (RPS6KB1) codifica um membro da família S6K de serina/treonina quinases, que fosforila vários resíduos da proteína ribossômica S6. A atividade de cinase dessa proteína leva a um aumento na síntese de proteínas e na proliferação celular. A amplificação da região do DNA que codifica esse gene e a superexpressão dessa quinase são observadas em algumas linhas celulares de câncer de mama. Foram descritos locais de início de translação alternativos e foram observadas variantes de emenda transcricional alternativas, mas ainda não foram completamente caracterizadas.

### mTOR
A quinase p70S6 é um alvo a jusante da sinalização de mTOR (mammalian target of rapamycin), especificamente mTORC1, um complexo contendo mTOR caracterizado pela inclusão de Raptor em vez de Rictor (mTORC2). mTOR pode ser ativado por meio de um mecanismo do tipo DNA-gate no lisossomo, integrando sinais sobre fatores de crescimento e biodisponibilidade de moléculas importantes. Por exemplo, aminoácidos como a arginina e a leucina podem desencadear o recrutamento lisossômico de mTORC1. Uma vez no lisossomo, a mTOR pode ser ativada pela Rheb, uma pequena GTPase residente no lisossomo, em seu estado ligado ao GTP. A atividade da GTPase Rheb é estimulada (e, portanto, a capacidade de ativar a mTOR é reduzida) pelo complexo TSC a montante, que é inibido pela sinalização do IGF. Assim, o DNA-gate consiste na localização adequada por meio da suficiência de aminoácidos e da ativação por fatores de crescimento. Uma vez que a mTOR tenha sido adequadamente localizada e ativada, ela pode fosforilar alvos a jusante, como p70S6K, 4EBP e ULK1, que são importantes para regular o equilíbrio anabólico/catabólico da proteína.
O exercício físico ativa a síntese de proteínas por meio da fosforilação (ativação) do p70S6K em uma via que depende do mTOR, especificamente do mTORC1. Isso foi demonstrado pelo uso de um inibidor de mTOR, a rapamicina, para bloquear o aumento da massa muscular, apesar do aumento da carga (por exemplo, exercício). Foi demonstrado que o exercício aumenta os níveis de IGF-1 no músculo, induzindo, assim, a via de sinalização IGF-1/PI3K/Akt/p70S6K e, portanto, aumentando a síntese de proteína necessária para a construção muscular.

## Significância clínica
A inibição da proteína S6K1, ou a falta dela, retarda a produção de células adiposas, interrompendo e retardando o "estágio de comprometimento" inicial de sua formação. O estudo pode ter implicações para o tratamento da obesidade.
A amplificação da região do DNA que codifica esse gene e a superexpressão dessa quinase são observadas em algumas linhas celulares de câncer de mama.
Outra via para a qual a P70 propôs envolvimento é o alongamento e o crescimento muscular. A P70 é fosforilada pelo estiramento passivo no músculo sóleo. Essa pode ser uma das muitas proteínas quinases envolvidas na construção muscular.
Em seu estado inativo, a S6K1 está ligada ao eIF3 e se desprende após a fosforilação pelo mTOR/Raptor. A S6K1 livre é então capaz de fosforilar vários de seus alvos, incluindo o eIF4B.

## Interações
Foi demonstrado que a P70-S6K1 interage com:
- COASY,[13]
- CSNK2B,[14]
- EIF3B,[15]
- KIAA1303,[16][17][18][19]
- MTOR,[20][21][22][23][24][25][26][27][28][29][30][31]
- POLDIP3,[32]
- PPP2R2A,[33][34]
- RBX1,[35] e
- UBC.[36]